# مهمانان مادربزرگ
مهمانان مادربزرگ یک مجموعه تلویزیونی محصول سال ۱۳۸۲ به کارگردانی امیر فیضی، نویسندگی  و تهیه‌کنندگی  می‌باشد که از برنامه کودک و نوجوان شبکه پخش شد.

## بازیگران
- آتوسا گودرزی
- بردیا ملکی
- شهاب عباسی
- هادی کاظمی